# 新坪駅 (咸鏡南道)
新坪駅（シンピョンえき、朝鮮語: 신평역）は、咸鏡南道端川市にある駅で、クムゴル線に属する。 

## 隣の駅
クムゴル線
水村駅 - 新坪駅 - 梨坡駅